# Trakehnen
Yasnaya Polyana é uma pequena cidade conhecida pelo nome alemão de Trakehnen antes de 1945, localizado no óblast de Kaliningrado, a sudeste da Floresta Vermelha, na Rússia.
O assentamento era anteriormente a cidade de Trakehnem, localizada na Prússia Oriental; após a ocupação da região pela União Soviética após a II Guerra Mundial e a divisão da região entre a Rússia, a Polônia e a Lituânia, o assentamento foi renomeado com o nome atual. A região esteve fora dos limites para qualquer pessoa fora da URSS por cinqüenta anos e as informações sobre ela eram quase inexistentes.
Após a queda da Cortina de Ferro, alguns alemães de direita tentaram, sem sucesso, reassentar uma população etnicamente germânica da Rússia e do Cazaquistão na região.